# Port lotniczy Djakowica
Port lotniczy Djakowica (ang.: Đakovica Airfield, kod IATA: DJA, kod ICAO: LY90) – cywilno-wojskowe lotnisko położone w mieście Djakowica w Kosowie. Jest to drugi co do wielkości port lotniczy Kosowa.